# 王廣 (前趙)
王广，五胡十六国汉赵人物。
永嘉之乱，王广举族避世，后来在刘聪手下担任西扬州刺史。被蛮帅梅芳围攻百余日，外救不至，粮食断绝，鸡犬雀鼠都没有剩下的。将士哭着说，将军尽忠，自己岂能背弃。城陷后，王广被杀，五千人相枕而死。王广十五岁的女儿被梅芳所娶，复仇失败，最后自杀身亡。